# 人頭税
人頭税（じんとうぜい/にんとうぜい、poll tax、capitation tax）とは、納税能力に関係なく、全ての国民1人につき一定額を課す税金である。

## 概要
税務調査のコストが他の税制と比べて極めて小さいメリットがある。また、シカゴ学派などの市場の機能を重視する立場からは、人頭税は他の税制と比べて市場の機能を歪めることが最も少なく、その点においては理想的であるとされる。
一方、富の再分配を重視する立場からは、所得・消費・資産の状況に関わらず一律に課税することは極めて逆進的であるため問題とされる。また、収入も資産もない人から徴税することは現実的にできないため、原則どおりに実施することは困難である。
現代の政府は多かれ少なかれ再分配政策をとっているが、日本で2026年（令和8年）4月から健康保険料に上乗せされる「子育て支援金」が、人頭税に相当する独身税やステルス増税だとして非難されている。

## 歴史
古代から封建制にかけての時代には多くの国で導入されていたが、所得に対して逆進性の強い税制であるため、現在では導入している国はほとんどない。
所得が無くてもそこに住んでいるだけで課税されるため、困窮した庶民が逃亡したりすることもあった。逆にこれを利用して、特定の民族を排斥する意図で導入されることもあり、19世紀後半のカナダでは増加した中国系の排斥を目的に人頭税を課した事例がある。
アメリカ合衆国南部では、19世紀末から20世紀中頃まで、人種差別目的で人頭税の支払いを投票資格の要件とする州があった。1964年発効の憲法修正第24条により、租税滞納を理由とする投票権剥奪が禁止された。
古代ローマには、人頭税と土地税が融合したカピタティオ・ユガティオス制があり、中世ヨーロッパとロシアにも存在していた。
中国では、かつて人頭税に相当する口算や力役があり、均田制においては丁を単位に租庸調が課されていたが、780年の両税法により資産額への課税に移行している。
イスラーム諸王朝では、ジズヤ（jizya）が知られている。ジズヤは非ムスリム（イスラム教徒でない者）に対して一定程度の人権の保障の見返りとして課せられるもので、非ムスリムに対しイスラームの優位を誇示する効果があった。非ムスリムがイスラームへ改宗した場合には免除された（ウマイヤ朝時代には改宗した場合でも徴収された）。サウジアラビアなど現代のイスラム教国では自国民にはザカート、外国人にはザカートと同等税率のジズヤを課している。
イギリスでは、百年戦争の戦費調達のため課された人頭税に反対して、1381年にワット・タイラーの乱が起きた。近い事例ではサッチャー首相が1989年4月よりスコットランドで導入し、次いで1990年4月からはイングランドとウェールズでも実施されたが国民の猛反発を受け1993年3月に廃止された。
2014年にイラクとシリアの一部を実効支配する過激派組織ISILが、支配地域内のキリスト教徒に対して人頭税を要求した事例がある。これは先述のジズヤと絡み、復古的なイスラーム支配を目指すものと指摘された。

### 日本
古代律令制においては班田収授法が採用され、班給面積あたりに租が課されたため、実質的には人頭税の要素が含まれていた。また女性は男性の三分の二の班給面積であり租の負担量も三分の二であり、また庸の負担が免除されていたため、生まれてきた子供を女児として申告する事例が頻発したことが知られている。
薩摩支配下の琉球王国では、先島諸島（宮古・八重山）において「正頭（しょうず）」と呼ばれる15歳から50歳まで（数え年）の男女を対象に1637年から制度化され、年齢と性別・身分、居住地域の耕地状況（村位）を組み合わせた算定高に基づく貢納を課された。この正頭は廃藩置県後も旧慣温存策により存続したが、先島、沖縄の社会運動家により内務大臣・井上馨に訴え出られ、世論の後押しも受け第8回帝国議会において1903年（明治36年）廃止、日本本土と同様の地租に切り替えられた。
なお、琉球では宮古島、八重山諸島にのみ人頭税が敷かれたとの説があるが、間違いであり、実際には本島でも同様の人頭税が敷かれた。

## 学者の見解
経済学者のスティーヴン・ランズバーグは「税はほとんど常に善よりも悪である。1ドル徴収するには、誰かから1ドル取り上げなければならない。政策が善より悪をなす方が大きい場合、それは非効率であり嘆かわしいことである。理論的にはエコノミストは誰もが一定額を納税する人頭税が好ましいとするが、現実には非効率の解決策としては極端過ぎると考える」と指摘している。

### 日本での導入論
経済学者の竹中平蔵は人頭税導入に言及しているが、一方で政策的には実現不可能だとも述べている。
国民年金の保険料が実質的に人頭税になっているという批判がある。経済学者の飯田泰之は「日本の国民年金保険料は、経済状況に関係なく決まってしまう。年金システムは逆進的である」と指摘している。

## その他
- 沖縄県宮古島市平良には「人頭税石」という石柱があり、この石の高さ（142 - 145センチメートル）にまで島民が成長すると人頭税が課されたという伝承がある[11]（年齢ではなく身長による課税伝承）が、このいわゆる「人頭税石」は「ブバカリ（賦量）石」と呼ばれたために、人頭税と結び付けられたものであるが、近年では天空上の物体を計測するための石であるとされ、完全否定されている[12]。